# ジム・ホール (レーサー)
ジェイムズ・エリス・ホール（James Ellis Hall、1935年7月23日 - ）はアメリカ合衆国のエンジニア、レーサー。レーシングカー製造会社シャパラル・カーズの設立者としても知られる。

## 経歴
石油探掘業を営む裕福な家庭に育ち、両親を飛行機事故で亡くしたのち兄弟らと遺産を引き継ぐ。モータースポーツの虜となり、スポーツカーを購入してレース活動を始める。また、メカニズムにも興味を持ち、カリフォルニア工科大学では専攻を地質学から機械工学へ替える。卒業後は家業の傍らキャロル・シェルビーとスポーツカーディーラーを経営した。
1960年から1962年にかけてロータスのマシンを購入し、プライベーターとしてF1アメリカGPに3度スポット参戦。1963年には渡欧し、BRPのドライバーとして9戦に出場。F1での成績は計12戦中11戦出走（1戦予選不通過）、最高結果は5位入賞だった。
レーサーとして活躍しながらオリジナルレースカーの製造を目指し、元スカラブの技術者ディック・トラウトマンとトム・バーンズに出資して、1961年にシャパラル（またはシャパラル・1）が完成する。1962年には友人のドライバーハップ・シャープと共にテキサス州ミッドランドでシャパラル・カーズを設立。以後、経営者、エンジニア、レーサーという3職兼務でレース活動を行う。
1963年秋には自ら設計に関わったシャパラル・2（または2A）が完成。アメリカ国内のスポーツカーレースを席巻し、ホールは1964年のユナイティッドステーツ・ロードレーシング選手権 (USRRC) で4勝し、ドライバーズチャンピオンとなる。1965年にはシャープと組んでセブリング12時間レースで優勝し、USRRCでも6勝を挙げた。
シャパラルはスポーツカー世界選手権や1966年開幕のカナディアン-アメリカン・チャレンジカップ (Can-Am) に参戦。ホールの独創的なマシンは国際的な注目を浴びる。とりわけ、1966年の2Eから使用した巨大リアウイングはモータースポーツのエアロダイナミクス開発に大きな影響を与えた。1970年に開発した2Jは、45馬力のスノーモービル用エンジンで駆動する2台の17インチのファンで空気を吸い出す事により真空掃除機の原理で路面に吸い付くサクションカーだったが、シーズン後に使用禁止となり、これをもってCan-Amからの撤退を決める。
レーサーとしてのホールは1968年の Can-Am 最終戦スターダストGPで多重クラッシュに巻き込まれ、両脚を骨折したため第一線を退く。1970年にはシボレーとの関係からトランス＝アメリカン・セダン選手権 (Trans-Am)  にシボレー・カマロで出場した。
その後はレーシングチーム代表としてアメリカの各種カテゴリに参戦する。1978年からCARTに進出し、1981年まで参戦（1979年から1981年までは自社製の2Kを使用）。1978年と1980年には最大のイベント、インディ500で優勝する。1991年にベルギーのVDSレーシングと組み、CARTに再挑戦（のちにジム・ホール・レーシングとなる）。1996年まで参戦し、計3勝を記録する。
ホールはその後テキサス州のミッドウェストで、石油とガスの事業とモータースポーツの遺産に取り組んでいる。ジムホールとシャパラルの歩みはミッドランドの石油博物館で見る事ができる。彼の息子ジム・ホールJr.はカリフォルニア州で「ジム・ホール・カートレーシングスクール」を運営している。

## 賞
- 1994年、アメリカモータースポーツ殿堂入り。
- 1997年、国際モータースポーツ殿堂入り。

## レース成績

### F1
| 年     | チーム                 | シャーシ | 1       | 2       | 3     | 4      | 5     | 6     | 7     | 8       | 9     | 10    | WDC       | ポイント |
| ------ | ---------------------- | -------- | ------- | ------- | ----- | ------ | ----- | ----- | ----- | ------- | ----- | ----- | --------- | -------- |
| 1960年 | ロータス／ジム・ホール | 18       | ARG     | MON     | 500   | NED    | BEL   | FRA   | GBR   | POR     | ITA   | USA 7 | NC        | 0        |
| 1961年 | ロータス／ジム・ホール | 18       | MON     | NED     | BEL   | FRA    | GBR   | GER   | ITA   | USA Ret |       |       | NC (38位) | 0        |
| 1962年 | ロータス／ジム・ホール | 21       | NED     | MON     | BEL   | FRA    | GBR   | GER   | ITA   | USA DNS | RSA   |       | NC        | 0        |
| 1963年 | ロータス／BRP          | 24       | MON Ret | BEL Ret | NED 8 | FRA 11 | GBR 6 | GER 5 | ITA 8 | USA 10  | MEX 8 | RSA   | 12位      | 3        |

### USRRC
- 1963年 年間ランキング14位（優勝1回）クーパー・モナコ・T61M・クライマックス
- 1964年 年間ランキング1位（優勝4回・2位4回） シャパラル・2A・シボレー
- 1965年 年間ランキング2位（優勝6回・3位1回・6位1回） シャパラル・2A・シボレー

### Can-Am
- 1966年 年間ランキング5位（2位2回） シャパラル・2E・シボレー
- 1967年 年間ランキング5位（2位2回・4位1回） シャパラル・2G・シボレー
- 1968年 年間ランキング4位（2位1回・3位1回・5位1回） シャパラル・2G・シボレー